# Кузьмич, Николай Петрович
Николай Петрович Кузьмич (бел. Мікалай Пятровіч Кузьміч; род. 28 ноября 1950, Патрики, Кобринский район, Брестская область, Белорусская ССР, СССР) — белорусский художник-ювелир, работающий в области ювелирного искусства. Член Белорусского союза художников (с 1987).  Заслуженный деятель искусств Республики Беларусь (2007).

## Биография
Родился 28 ноября 1950 года в деревне Патрики, Брестская область (во многих источниках). Однако, в одном из своих интервью ювелир заявил, что родился в деревне Вулька, Дрогичинский район. Когда маленькому Коле исполнилось 11 лет, отец решил перевезти семью в Россию. Здесь будущий ювелир провел следующие 10 лет своей жизни. Его мама доила коров, а папа смотрел за животными. В этот период Николай окончил профессиональное техническое училище по специальности «тракторист-машинист». Служил на Северном флоте. После смерти отца вся семья вернулась в Белоруссию.
С 1978 по 1982 год учился в Минском художественном училище имени А. К. Глебова по специальности «декоративно-прикладное искусство». В 1984 году начал свою творческую деятельность и стал посещать различные творческие выставки. Тогда он делал небольшие ювелирные отделки из бронзы и меди. Работал художником на Брестском комбинате «Искусство», а с 1998 года — художником в Минской епархии. С 2005 по 2010 — председатель брестской областной организации ОО «Брестский союз художников».

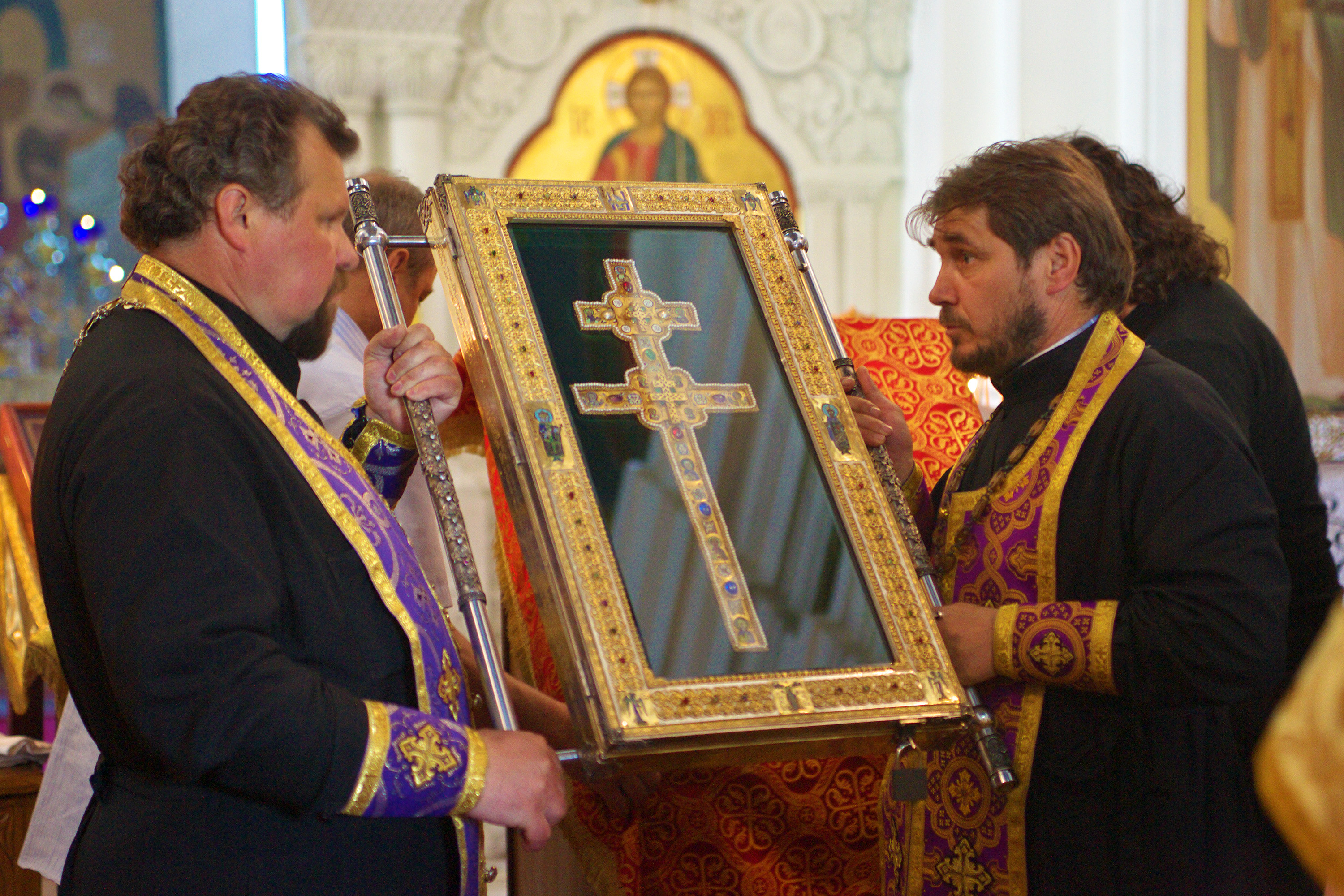
Крест в 2010 году

Пожалуй самой известной работой Николая Кузьмича является обновленный крест Евфросиньи Полоцкой. Во время празднования тысячелетия Полоцкой епархии и Православной церкви в Белоруссии в 1992 году было решено воссоздать крест. Работу благословил иерусалимский патриарх Диодор и патриарший экзарх всея Беларуси митрополит Филарет. Воссоздание креста было поручено как раз Николаю Петровичу. 24 августа 1997 года митрополит Филарет освятил копию креста Евфросинии Полоцкой, которая в настоящее время хранится в Спасо-Преображенской церкви Полоцкого Спасо-Евфросиньевского женского монастыря. Как позже признался Николай Петрович, предложение воссоздать крест было для него неожиданностью.
В 2003 — 2007 годах художник работал над созданием раки для мощей Святой Ефросиньи Полоцкой.
В своей творческой деятельности художник обращается к созданию работ преимущественно в технике горячей эмали. Произведения необычайно образные и выразительные. Среди них — эмаль «Белорусская Атлантида», серии «Башни», «Цветочный рай», декоративные композиции «Голубые сны», «Купалье», «Слуцкие пояса», «Регата», «Праздник», «Салют», «Бабье лето», «Мир тебе, планета Земля», «Память», «Пространство и время», «Движение». Произведения находятся в музеях различных стран, галереях и частных коллекциях Белоруссии.
В 2020 году, во время протестов в Белоруссии, которые прошли после шестых президентских выборов, поддержал протестующих. В одном из своих интервью он заявил, что принимал участие в одной из акций протестов художников на улице Советская города Бреста. Он также заявил, что эмоционально воспринял этот период и плакал, когда видел цепи солидарности.

## Награды и почётные звания
- Орден Франциска Скорины (2015) — за многолетнюю плодотворную работу, заслуги в развитии образования, искусства, культуры[8];
- Заслуженный деятель искусств Республики Беларусь (2007);
- Лауреат Государственной премии Республики Беларусь (1997);
- «Человек XX века» по версии интернационального биографического центра (Кембридж, Англия);
- Медаль «За заслуги в изобразительном искусстве» (2000);
- Орден Святого равноапостольного великого князя Владимира 3 степени (1997);
- Орден Креста преподобной Евфросинии Полоцкой[бел.] (2002);
- Орден преподобной Ефросинии Полоцкой[бел.] (2007);
- Иные премии, награды, грамоты и благодарности различных ведомств[9][10];
- 16 августа 2019 года решением Брестского областного Совета депутатов Николаю Кузьмичу присвоено звание Почётный гражданин города Бреста за значительные успехи в общественно-культурной деятельности, высокое профессиональное мастерство, выдающийся вклад в сохранение белорусского духовно-культурного наследия, в развитие ювелирного искусства Республики Беларусь и активное участие в общественной жизни города Бреста[11].